# Aeroput
Aeroput (Aeропут - "zračna pot") je bila jugoslovanska letalska družba, ki je delovala v letih 1927−1948. Ustanovljena je bila 17. junija 1927 kot Društvo za Vazdušni Saobraćaj "Aeroput". Aeroput je bil ustanovljen kot 10. evropska letalska družba. Med 2. svetovno vojno je nehala delovati, vendar se je kasneje spet pojavila kot Jugoslovenski Aero Transport -  JAT. JAT je bil kasneje glavna "flag" jugoslovanska letalska družba, leta 2013 se je preimenoval v Air Serbia.

## Flota
- Aeroput MMS-3
- Breguet 19/10
- Caudron C.449 Goéland
- de Havilland DH.80A Puss Moth
- de Havilland DH.60M Moth
- de Havilland DH.83 Fox Moth
- de Havilland DH.89 Dragon Rapide
- Farman F.190
- Farman F.306
- Lockheed Model 10 Electra
- Potez 29/2
- Spartan Cruiser II

## Destinacije
1928:
- Beograd – Zagreb

1929:
- Zagreb – Beograd – Skopje

1930:
- Beograd – Zagreb – Graz – Dunaj
- Zagreb – Sušak
- Beograd – Sarajevo – Podgorica
- Beograd – Skopje – Solun

1931:
- Beograd– Sarajevo – Split – Sušak – Zagreb
- Dunaj – Beograd – Solun

1933:
- Beograd – Skopje – Solun – Atene
- Zagreb – Ljubljana
- Ljubljana – Sušak

1934:
- Ljubljana – Zagreb – Sušak
- Ljubljana – Celovec

1935:
- Beograd – Borovo – Zagreb – Graz – Dunaj
- Beograd – Niš – Skopje
- Beograd – Skopje – Bitola – Solun
- Beograd – Sarajevo

1936:
- Beograd – Sarajevo – Dubrovnik
- Beograd – Borovo – Zagreb – Sušak – Ljubljana

1937:
- Zagreb – Sarajevo – Dubrovnik

1938:
- Beograd – Sofija
- Dubrovnik – Sarajevo – Zagreb – Dunaj – Brno – Praga
- Beograd – Dubrovnik – Tirana

1939:
- Budimpešta – Zagreb – Benetke – Rim
- Beograd – Budimpešta